# Itai no wa Iya nano de Bōgyoryoku ni Kyokufuri Shitai to Omoimasu.
Itai no wa Iya nano de Bōgyoryoku ni Kyokufuri Shitai to Omoimasu. (jap. 痛いのは嫌なので防御力に極振りしたいと思います。) ist eine japanische Online-Romanreihe von Yuumikan, die seit 2016 erscheint. Sie wurde als Light-Novel, Manga und Anime-Fernsehserie adaptiert und ist die Genres Isekai, Comedy, Action und Science-Fiction einzuordnen. Die Geschichte erzählt von einem Mädchen, das erstmals ein Online-Computerspiel ausprobiert, dabei für ihren Charakter ganz auf Schutzausrüstung setzt und so überraschend erfolgreich ist. Die internationale Fassung der Animeserie wurde auch als Bofuri: I Don’t Want to Get Hurt, so I’ll Max Out My Defense. bekannt.

## Inhalt
Von ihrer Freundin wurde Kaede Honjō in ein neues Online-Spiel eingeladen. In NewWorld Online taucht man durch Virtual Reality ganz in die Fantasy-Welt ein, doch Kaede ist zunächst zögerlich, da sie noch nie so ein Onlinespiel gespielt hat. Als sie sich dann zunächst ohne ihre Freundin hineinwagt, setzt sie bei der Erstellung ihres Charakters zur Sicherheit alles auf Verteidigung, da sie alle Schäden und Schmerzen vermeiden will. In ihren ersten Kämpfen als Maple zeigt sich dann, dass sie zwar schwach im Angriff und sehr langsam ist, doch extrem widerstandsfähig ist. Außerdem geben ihr die von Anfang an hohen Werte für Verteidigung schnell Boni und besondere Fähigkeiten, die sich bald immer weiter aufschaukeln. Maple findet Spaß im Spiel und erste neue Freunde: den ebenfalls als Schild-Kämpfer spielenden Kuromu und die Schmiedin Iz, die ihr neue Rüstungen anfertigt. Während dann Sally noch immer nicht am Spiel teilnehmen kann, nimmt Maple bereits erfolgreich am ersten Event in NewWorld Online teil und erwirbt sich eine gewisse Berühmtheit. Ihre Gegner kann sie meist mühelos besiegen, kann sie doch bereits die Fähigkeiten anderer aufnehmen und mit Gift angreifen. Als Sally dann dazu kommt, ist sie völlig verblüfft wie gut ihre Freundin im Spiel ist.

## Veröffentlichungsgeschichte
Die Geschichten erschienen zunächst ab 2016 in Serie auf der Plattform Shōsetsuka ni Narō. Seit September 2017 erscheint bei Fujimi Shobō auch eine von Koin illustrierte Adaption als Light Novel. Eine von Jirō Oimoto gezeichnete Umsetzung als Manga startete dann am 26. Mai 2018 im Magazin Comp Ace. Dessen Verlag Kadokawa Shoten brachte die Kapitel auch gesammelt in bisher acht Bänden heraus. Der erste Band verkaufte sich in der ersten Woche nach Veröffentlichung über 22.000 Mal in Japan.
Anfang August 2020 wurde mitgeteilt, dass sich die Light-Novel-Reihe alleine in Japan über eine Million Mal verkauft hat.

## Anime-Adaption
Unter der Regie von Mirai Minato, Shin Oonuma entstand beim Studio Silver Link eine Adaption des Stoffes als Anime für das japanische Fernsehen. Hauptautor war Fumihiko Shimo, der mit Shingo Nagai auch die Episoden-Drehbücher schrieb. Das Charakterdesign entwarf Kazuya Hirata und die künstlerische Leitung lag bei Yūki Araki. Die insgesamt 12 Folgen wurden vom 8. Januar bis 25. März 2020 von den Sendern AT-X, Tokyo MX, BS11, ABC und TV Aichi gezeigt. Parallel fand über mehrere Streaming-Plattformen eine internationale Veröffentlichung statt, darunter vor allem über Wakanim mit unter anderem deutschen, französischen, russischen und englischen Untertiteln.
Mit der Ausstrahlung der zwölften und letzten Episode der Serie am 25. März 2020 wurde die Produktion einer zweiten Staffel bestätigt.

### Synchronisation
| Rolle     | japanischer Sprecher (Seiyū) | deutscher Sprecher |
| --------- | ---------------------------- | ------------------ |
| Maple     | Kaede Hondo                  | Lisa Dzyadyk       |
| Sally     | Ruriko Noguchi               | Amira Leisner      |
| Kuromu    | Noriaki Sugiyama             | Michael Borgard    |
| Iz        | Satomi Satou                 | Corinna Dorenkamp  |
| Frederica | Ayana Taketatsu              | Jennifer Weiß      |
| Drag      | Nobotoshi Kanna              | Markus Haase       |
| Kanade    | Satomi Arai                  | Taby Pilgrim       |
| Kasumi    | Saori Hayami                 | Demet Fey          |
| May       | Ai Kakuma                    | Julia Bautz        |
| Yui       | Nanaka Suwa                  | Samina König       |

### Musik
Die Musik der Serie wurde komponiert von Taro Masuda. Das Vorspannlied ist Kyūkyoku Unbalance! (究極アンバランス!) von Junjō no Afilia und der Abspann ist mit Play the world von Rico Sasaki unterlegt. Sie sang auch das innerhalb der Folgen verwendete Lied Good Night.

### Episodenliste Staffel 1
| Episode | Deutscher Titel                                  | Originaltitel                                               | Erscheinungsdatum |
| ------- | ------------------------------------------------ | ----------------------------------------------------------- | ----------------- |
| 1       | Verteidigung und die erste Schlacht              | Bōgyo Tokka to Shosentō. (防御特化と初戦闘.)                | 08. Jan 2020      |
| 2       | Verteidigung und Freunde                         | Bōgyo Tokka to Otomodachi. (防御特化とお友達.)              | 15. Jan 2020      |
| 3       | Verteidigung und das Erreichen der zweiten Ebene | Bōgyo Tokka to Nisō Kouryaku. (防御特化と二層攻略.)         | 22. Jan 2020      |
| 4       | Verteidigung und das zweite Ereignis             | Bōgyo Tokka to Dainikai Event. (防御特化と第二回イベント.)  | 29. Jan 2020      |
| 5       | Verteidigung und Kriegsbeute                     | Bōgyo Tokka to Senrihin. (防御特化と戦利品.)                | 05. Feb 2020      |
| 6       | Verteidigung und Verstärkung                     | Bōgyo Tokka to Shin Senryoku. (防御特化と新戦力.)           | 12. Feb 2020      |
| 7       | Verteidigung und Upgrades                        | Bōgyo Tokka to Kyōka. (防御特化と強化.)                     | 19. Feb 2020      |
| 8       | Verteidigung und das dritte Ereignis             | Bōgyo Tokka to Daisankai Event. (防御特化と第三回イベント.) | 26. Feb 2020      |
| 9       | Verteidigung und das vierte Ereignis             | Bōgyo Tokka to Daiyonkai Event. (防御特化と第四回イベント.) | 04. Mär 2020      |
| 10      | Verteidigung und Angriff                         | Bōgyo Tokka to Shutsugeki. (防御特化と出撃.)                | 11. Mär 2020      |
| 11      | Verteidigung und mächtiger Feind                 | Bōgyo Tokka to Kyōteki. (防御特化と強敵.)                   | 18. Mär 2020      |
| 12      | Verteidigung und Bindungen                       | Bōgyo Tokka to Tsunagari. (防御特化とつながり.)             | 25. Mär 2020      |